# Granitoïde
Een granitoïde is een stollingsgesteente met een felsische ("zure") samenstelling. Granitoïde is een verzamelnaam voor graniet, kaliveldspaat-graniet (natrium- en/of kaliumrijk), granodioriet en tonaliet (calciumrijk).
Granitoïde heeft een sterk gedifferentieerde samenstelling, wat betekent dat het magma ver van de oorspronkelijke bron (de bovenmantel) af ontwikkeld was voor het stolde. Vaak is de samenstelling vervuild door het omringende gesteente (het zogenaamde S-type granitoïde) of ontstaan door mengen van verschillende magma's.
Granitoïden komen vaak voor als intrusies tijdens de laatste fasen van orogenese (de vorming van een gebergte), bij de vorming van intramontane bekkens (tijdens de fase van orogene ineenstorting). In Europa zijn bijvoorbeeld veel granitoïde batholieten te vinden met ouderdommen in het Laat-Carboon of Vroeg-Perm, in de laatste fases van de Hercynische orogenese. Voorbeelden zijn te vinden in het Armoricaans Massief en het Boheems Massief. In de Alpen komen ook enkele Tertiaire granitoïdelichamen voor, die erop wijzen dat de gebergtevorming daar in de laatste fase is.